# Titus Interactive
Titus Interactive, wcześniej Titus Software – francuska firma zajmująca się produkcją i dystrybucją gier komputerowych.

## Historia
Firma została założona przez dwóch braci – Erica i Hervé’a Caenów w 1985 roku. Początkowo firma wydawała swoje tytuły na Amigę i PC MS-DOS. Kolejnym krokiem były konsole Super Nintendo Entertainment System, Game Boy i Nintendo 64, aż wreszcie Nintendo GameCube i Sony PlayStation 2.
W 1998 roku Titus przejął firmy BlueSky Software oraz Digital Integration, a następnie wkroczył na francuską giełdę papierów wartościowych. W sierpniu 2001 roku Hervé Caen został dyrektorem podupadającej firmy software'owej – Interplay. Niedługo później, w roku 2004, z uwagi na problemy prawne i finansowe firma została zamknięta pozostawiając po sobie bezrobotnych pracowników oraz niespłacone kredyty.

## Wydane gry
Ważniejsze produkcje firmy:
- Fire and Forget (1988)
- Crazy Cars (1988)
- Crazy Cars 2 (1989)
- Galactic Conqueror (1989)
- Dick Tracy (1990)
- Fire & Forget 2 (1990)
- Khalaan (1990)
- Blues Brothers (1991)
- Prehistorik (1991)
- Crazy Cars 3 (1992)
- Titus the Fox to Marrakech and Back (Les Aventures de Moktar – La Zoubida) (1992)
- Prehistorik 2 (1993)
- Super Cauldron (1993)
- Lamborghini American Challenge (1994)
- The Brainies (1996)
- Incantation (1996)
- Prehistorik Man (1996)
- Rival Realms (1997)
- Virtual Chess 64 (1997)
- Automobili Lamborghini (1997)
- Roadsters (1999)
- Superman 64 (1999)
- Evil Zone (1999)
- Xena: Warrior Princess: The Talisman of Fate (1999)
- Incredible Crisis (2000)
- Hercules: The Legendary Journeys (2000)
- Blues Brothers 2000 (2000)
- Top Gun: Combat Zones (2001)
- Virtual Kasparov (2001)
- Worms World Party (2001)
- RoboCop (2003)